# Jorge Cuéllar
Jorge Ignacio Cuéllar Rojas (Santa Cruz de la Sierra, 29 de abril de 1991) es un futbolista boliviano. Juega como defensa y su actual equipo es Wilstermann Cooperativas de la Asociación de Fútbol Potosí.

## Selección nacional
Disputó el Sudamericano Sub-20 del año 2011 realizado en Perú, jugando 3 partidos de titular.

## Clubes
| Club                          | País    | Año           |
| ----------------------------- | ------- | ------------- |
| Calleja                       | Bolivia | 2010          |
| Bolívar                       | Bolivia | 2011 - 2012   |
| Universitario (USFX)          | Bolivia | 2013 - 2015   |
| Jorge Wilstermann             | Bolivia | 2015 - 2017   |
| Universitario (USFX)          | Bolivia | 2017 - 2018   |
| Always Ready                  | Bolivia | 2019          |
| Independiente Petrolero       | Bolivia | 2019          |
| Nacional Potosí               | Bolivia | 2020          |
| Ciclón                        | Bolivia | 2021          |
| Ciudad Nueva Santa Cruz F. C. | Bolivia | 2021          |
| Wilstermann Cooperativas      | Bolivia | 2022-presente |

## Palmarés

### Títulos nacionales
| Título           | Club                 | País    | Año             |
| ---------------- | -------------------- | ------- | --------------- |
| Primera División | Bolívar              | Bolivia | Adecuación 2011 |
| Primera División | Universitario (USFX) | Bolivia | Clausura 2014   |
| Primera División | Jorge Wilstermann    | Bolivia | Clausura 2016   |